# Grammodes monodonta
Grammodes monodonta är en fjärilsart som beskrevs av Emilio Berio 1956. Grammodes monodonta ingår i släktet Grammodes och familjen nattflyn. Inga underarter finns listade i Catalogue of Life.